# Technische Werke der Stadt Stuttgart
Die Technischen Werke der Stadt Stuttgart AG (TWS) waren ein Energieversorgungsunternehmen mit Sitz in Stuttgart.

## Geschichte
Die TWS entstanden am 1. Mai 1933 durch den Zusammenschluss der Städtischen Elektrizitäts-, Gas- und Wasserwerke. Versorgt wurde das Stadtgebiet Stuttgart mit Elektrizität, Gas, Fernwärme und Trinkwasser. Außerdem betrieben die TWS auch die Straßenbeleuchtung in Stuttgart, Marbach am Neckar, Poppenweiler und Mundelsheim. Mit Elektrizität versorgt wurden ebenfalls die nicht zu Stuttgart gehörenden Orte Marbach am Neckar und Poppenweiler, sowie bis 1985 auch Mundelsheim.
Zum 1. Januar 1997 schlossen sich die Technische Werke der Stadt Stuttgart AG mit der Neckarwerke Elektrizitätsversorgungs-AG in Esslingen am Neckar zu den Neckarwerken Stuttgart AG (NWS) zusammen.